# Müezzinzade Alì Pascià
Müezzinzade Alì Pascià (Kavala, ... – Lepanto, 7 ottobre 1571) è stato un ammiraglio turco.

## Biografia
Müezzinzade Alì Pascià sostituì nel 1567 Piyale Pascià come ammiraglio (Kapudan deryà) della flotta ottomana e ne ebbe il comando diretto nella battaglia di Lepanto del 1571. In quell'occasione la sua nave ammiraglia fu abbordata e, sebbene il comandante della flotta cristiana don Giovanni d'Austria avesse impartito l'ordine di catturarlo vivo, venne ucciso.
Discordanti sono le versioni sulla sua morte: secondo alcune fonti fu colpito alla testa da una pallottola, secondo altre fu ferito e poi finito da un soldato spagnolo, altri ancora riportano che si suicidò tagliandosi la gola. Certo fu che venne decapitato e la sua testa ostentatamente infilzata su una picca; inoltre sull'albero maestro della Sultana, la sua nave ammiraglia, venne ammainato lo stendardo ottomano e innalzato quello cristiano.
Nonostante l'effetto psicologico non indifferente, questo fu solo uno degli elementi che fiaccarono la resistenza turca. La battaglia sarebbe infatti durata ancora alcune ore. Nel 1571 venne nominato suo successore Uluch Alì, già comandante dell'ala sinistra musulmana nella battaglia di Lepanto.